# سیارک ۲۲۶۹
سیارک ۲۲۶۹ (به انگلیسی: 2269 Efremiana، نامگذاری:1976JA2) دو هزار و دویست و شصت و نهمین سیارک کشف شده‌است که در ۲ مه ۱۹۷۶ کشف شد.
قدر مطلق سیارک برابر ۱۰٫۵۰ است.